# Лелітська сільська рада
| Лелітська сільська рада — колишній орган місцевого самоврядування у Хмільницькому районі Вінницької області з адміністративним центром у с. Лелітка. Сільській раді підпорядковані населені пункти: - с. Лелітка - с. Вербівка - с. Крутнів |

## Склад ради
Рада складалася з 16 депутатів та голови.

## Керівний склад сільської ради
| ПІБ                         | Основні відомості                                                         | Дата обрання | Дата звільнення |
| --------------------------- | ------------------------------------------------------------------------- | ------------ | --------------- |
| Каспров Михайло Аркадійович | Сільський голова, 1953 року народження, освіта, безпартійний              | 26.03.2006   | 31.10.2010      |
| Каспров Михайло Аркадійович | Сільський голова, 1953 року народження, освіта вища, член Партії регіонів | 31.10.2010   |                 |

Примітка: таблиця складена за даними джерела

## Час роботи
| День тижня | Початок | Закінчення |
| ---------- | ------- | ---------- |
| Понеділок  | 8.00    | 17.00      |
| Вівторок   | 8.00    | 17.00      |
| Середа     | 8.00    | 17.00      |
| Четвер     | 8.00    | 17.00      |
| П`ятниця   | 8.00    | 17.00      |